# Macchi M.3
 Macchi M.3  byl italský dvoumístný, jednomotorový, dvouplošný, průzkumný létající člun z období první světové války.

## Vznik
27. května 1915 se italské armádě podařilo ukořistit rakousko-uherský létající člun Lohner L.40. Do té doby mělo Italské královské námořnictvo ve výzbroji pouze licenčně stavěné, francouzské létající čluny FBA, vyráběné firmou Nieuport-Macchi. Ta dostala za úkol ukořistěný stroj prozkoumat a postavit podle něj vlastní letoun, který nesl označení L-1. Od původního letounu se lišil pouze motorem Isotta Fraschini V.4 a kulometem FIAT-Revelli ráže 6,5 mm. Vyrobeno bylo 139 kusů této verze.
Po menších úpravách byla postavena verze L-2, ale pouze v počtu 10 kusů. Následně byl letoun celkově přestavěn, zejména trup a ocasní plochy a dostal označení Macchi M.3.

## Popis konstrukce
Jednalo se o dvoupříhradový dvouplošník s celodřevěnou konstrukcí. Trup a stabilizátory byly potaženy překližkou, zbytek letadla byl potažen plátnem.
Letoun byl poháněn řadovým, vodou chlazeným šestiválcem Isotta Fraschini V.4B o výkonu 118 kW (160 k). Vrtule byla dvoulistá, dřevěná, umístěná na motoru jako tlačná. Výzbroj tvořily dva kulomety FIAT nebo jeden kulomet a jeden kanón ráže 40 mm. Pod dolním křídlem pak mohl letoun nést 100 kg pum.

## Využití
Létající člun měl široké využití. Sloužil jako průzkumný a doprovodný letoun, uplatnil se při bombardování a hlídkování i jako výsadkový člun. Jako první létající člun dosáhl v roce 1916 rekordní výšky 5400 m. Velmi úspěšný byl při nasazení proti rakousko-uherským letadlům Lohner a Phönix a také při bombardování rakouských námořních základen. Jako první letoun v italské armádě podnikl fotoprůzkum ke zjištění pohybů rakousko-uherských válečných lodí a přítomnosti německých ponorek. Sloužil také k výcviku důstojníku US Navy přidělených do Itálie po vstupu USA do války.
Po válce zbylé stroje sloužily jako cvičné letouny až do roku 1924

## Specifikace

Macchi M.3

Údaje dle

### Technické údaje
- Rozpětí: 15,95 m
- Délka: 9,97 až 10,25 m
- Výška: 3,33 m
- Nosná plocha: 45,00 m²
- Hmotnost prázdného letounu: 900 kg
- Vzletová hmotnost: 1350 kg

### Výkony
- Maximální rychlost: 145 km/h
- Výstup:
  - do 1000 m: 5,5 min
  - do 4000 m: 38 min
- Dostup: 5400 m
- Dolet: 450 km

### Výzbroj
- 2x kulomet FIAT-Revelli ráže 6,5 mm